# Tafelgebed

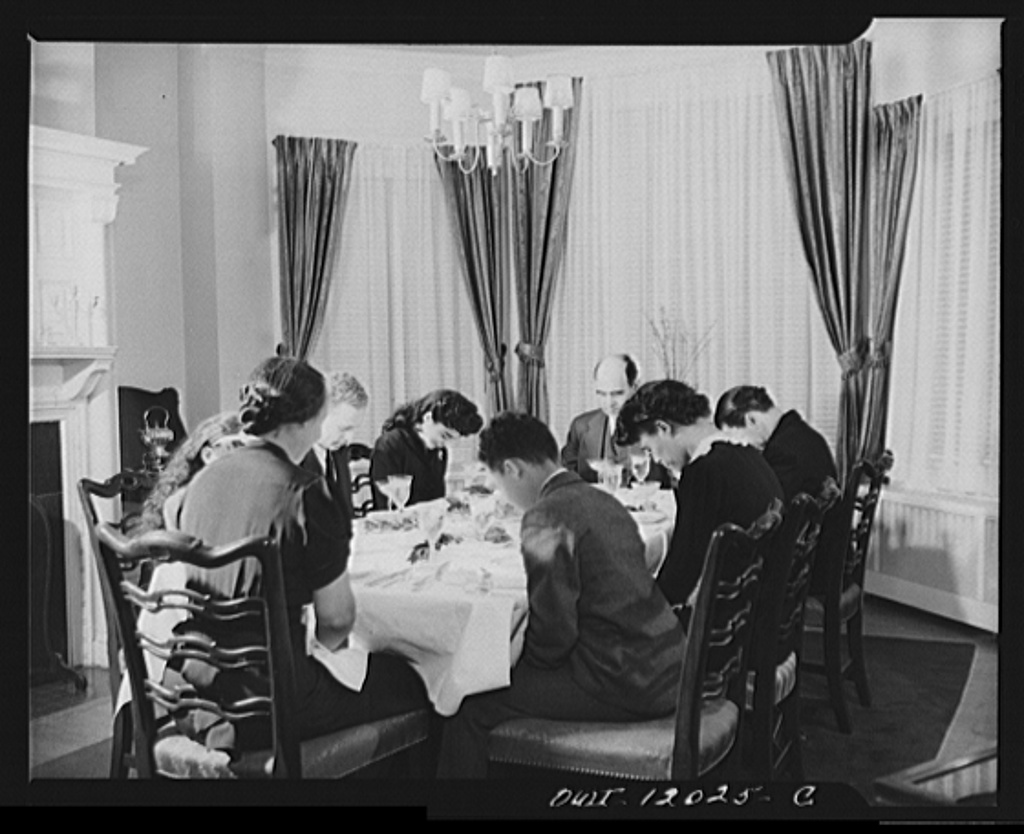
Tafelgebed

Een tafelgebed is een gebed voor of na het eten.  Dergelijke gebeden worden in vele culturen en religies gebeden, onder andere in het jodendom, het christendom en de islam.
In de protestantse traditie wordt de term ook gebruikt voor het gebed waarin de instellingswoorden rond avondmaal of eucharistie herhaald worden.  In de Katholieke Kerk wordt dit gebed het Eucharistisch gebed (Prex Eucharistica)  genoemd.
In de kunst wordt het tafelgebed soms als onderwerp voor een tekening, schilderij of foto gebruikt:
- Quiringh van Brekelenkam, rond 1655
- Eric Enstrom, 1918